# Mr.Q
Mr.Q（ミスター・キュー、本名：高橋 雅治）は日本のヒップホップ音楽グループであるラッパ我リヤの一員で、MC兼トラックメイカーである。Qと表記されている場合もある。既婚。

## 略歴
- 1993年
  - 山田マンと意気投合し、2人によるラッパガリヤ（後にラッパ我リヤと改名）を結成する。
- 1997年
  - Mr.Qを党首としたヒップホップグループ走馬党を結成[1]。
- 2006年
  - 1stソロアルバム｢THE BANGSTA」を発売。
- 2016年
  - テレビ朝日のフリースタイルダンジョン、1st SEASON Rec5-2で隠れモンスターとして出演。
- 2018年
  - 2ndソロアルバム「Let's Get!」を発売。
  - The Moneyを結成、蝶乃舞に楽曲IMAを提供。